# Masdevallia albella
Masdevallia albella är en orkidéart som beskrevs av Carlyle August Luer och Walter Teague. Masdevallia albella ingår i släktet Masdevallia och familjen orkidéer. Inga underarter finns listade i Catalogue of Life.